# Loch Tay
Loch Tay (skotskou gaelštinou Loch Tatha) je jezero ve správních oblastech Perth a Kinross a Stirling ve Skotsku asi 50 km západně od města Perth. Je šesté největší ve Skotsku. Má rozlohu 26,4 km². Je asi 23 km dlouhé a 1,5 km široké. Dosahuje maximální hloubky 150 m.

## Pobřeží
Má tvar písmene S a táhne se od Killinu na jihozápadě ke Kenmore na severovýchodě.

## Vodní režim
U Killinu do jezera ústí řeky Lochay a Dochart a u Kenmore z jezera odtéká řeka Tay.

## Okolí
Dříve bylo podél jezera mnoho selských dvorů, ale většina byla během 19. století při Highland Clearances zbořena. Dnes už se zde zemědělství nevyplácí, neboť základním zdrojem příjmů je turistika. Podél severního břehu jezera vede hlavní silnice č. 827, zatímco po jižním břehu vede pouze jednoproudová vedlejší silnice, která z hlavní silnice obočuje v Killinu u vodopádů Dochart Falls a znovu se na hlavní silnici napojuje u Kenmore. Břeh jezera je většinou soukromý a jen na několika málo místech u Killinu, Kenmore a na jižním břehu je přístupný pěšky nebo autem.